# Berwick-upon-Tweed (distrikt)
Berwick-upon-Tweed var ett distrikt i Northumberland i England. Distriktet har 25 949 invånare (2001).
Distriktet bildades den 1 april 1974. Det avskaffades 1 april 2009 då alla distrikt i Northumberland ersattes av en enhetskommun (unitary authority).

## Civil parishes
- Adderstone with Lucker, Akeld, Ancroft, Bamburgh, Beadnell, Belford, Bewick, Bowsden, Branxton, Carham, Chatton, Chillingham, Cornhill-on-Tweed, Doddington, Duddo, Earle, Easington, Ellingham, Ewart, Ford, Holy Island, Horncliffe, Ilderton, Ingram, Kilham, Kirknewton, Kyloe, Lilburn, Lowick, Middleton, Milfield, Norham, North Sunderland, Ord, Roddam, Shoreswood och Wooler.[2]